# Musée Zhukov (Choybalsan)
Le Musée GK Joukov est un musée d'histoire situé à Choybalsan, dans de l'aimag (la province) de Dornod.
Le musée est dédié au Maréchal russe Georgy Zhukov, celui-ci s'est, notamment, illustré dans le commandement de la défense de Stalingrad, ainsi qu'au cours de la bataille de Khalkhin Gol en août 1939.  
Considéré comme l'une des principales, et sans doute la plus connue, des attractions de la ville Choybalsan, le musée présente une collection d'objets utilisés par le héros soviétique, ainsi que quelques armes, des cartes, des photos et des plans.  Le musée lui-même est installé dans un bâtiment rouge entouré d'une clôture bleue.  
Un autre musée dédié à Zhukov est situé à Oulan-Bator, dans l'ancienne demeure du militaire à côté duquel se trouve un parc public, avec un grand buste de Joukov sur un fond triangulaire rouge avec une étoile dessus. Il s'agit de la toute première statue commémorative consacrée à Joukov.
Le musée n'offre pas d'ouverture régulière, aussi, il convient parfois d'aller chercher le gardien qui demeure sur le site pour ouvrir les lieux. Le musée est situé à environ 15 minutes à pied du mémorial des héros mongols.